# Hapalotremus scintillans
Hapalotremus scintillans là một loài nhện trong họ Theraphosidae.
Loài này thuộc chi Hapalotremus. Hapalotremus scintillans được Cândido Firmino de Mello-Leitão miêu tả năm 1929.